# Pro Grigioni Italiano

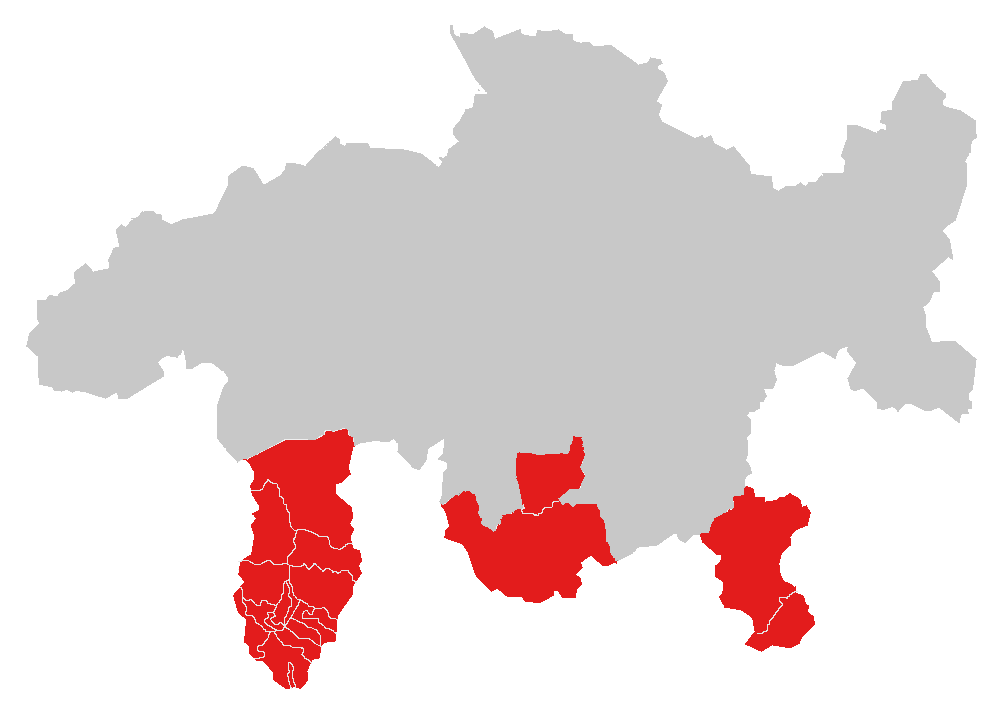
Der italienischsprachige Teil Graubündens (rot eingefärbt)

Pro Grigioni Italiano (offiziell abgekürzt Pgi, italienisch für deutsch «Für Italienischbünden») ist eine 1918 gegründete sprach- und kulturpolitische Organisation, die sich für die Erhaltung und Förderung der Italianità in Italienischbünden (Südtäler des Kantons Graubünden) einsetzt. Derzeitiger Präsident ist Franco Milani aus Poschiavo (Stand 2024).
Die Pgi hat ihren Sitz in Chur und unterhält im Kanton Graubünden fünf Sektionen, nämlich in Castasegna (Bergell), in Poschiavo (Puschlav), in Grono (Misox), in St. Moritz (Engadin) und in Davos. Ausserhalb Graubündens gibt es Sektionen in Bellinzona und Lugano sowie in Bern und Zürich.
Die Organisation gibt den Almanacco del Grigioni italiano (gegründet 1918) und die Quaderni grigionitaliani (gegründet 1931) heraus und organisiert Begegnungen, Konferenzen und Kulturveranstaltungen. Für die Anerkennung als traditionelle und konstitutive Sprachminderheit des dreisprachigen Kantons arbeitet sie mit der rätoromanischen Lia Rumantscha und der Walservereinigung Graubünden zusammen.